# Шевченко Дарина Олександрівна
Дарина Олександрівна Шевченко (нар. 23 липня 1989) — українська журналістка та медіаменеджерка, генеральна директорка англомовного українського видання The Kyiv Independent (із 2021 року) та партнерка у медіа-консалтинговій компанії Jnomics Media.

## Біографія
Навчалася у Київському столичному університеті імені Бориса Грінченка та Київському національному університеті імені Тараса Шевченка.
З 2011 до 2017 років працювала журналісткою та редакторкою стрічки новин у англомовному українському виданні Kyiv Post. Була співзасновницею та першою директоркою Media Development Foundation. Працювала із виданням Слідство.Інфо, була співзасновницею пояснювального онлайн-журналу Lustrum.
У 2019 році стала співзасновницею та партнеркою у медіа-консалтинговій компанії Jnomics Media. На цій позиції вона працювала із понад десятком ЗМІ у Східній Європі, на Кавказі та у Центральній Азії.
У кінці 2021 року Шевченко допомогла створити видання The Kyiv Independent, яке заснували колишні журналісти Kyiv Post після конфлікту із власником останнього щодо редакційної незалежності. Шевченко стала генеральною директоркою The Kyiv Independent.
На початку 2022 року, на фоні російського повномасштабного вторгнення в Україну, аудиторія The Kyiv Independent різко зросла та досягла орієнтовно двох мільйонів читачів щомісячно.